# 能代市立能代商業高等学校
能代市立能代商業高等学校（のしろしりつ のしろしょうぎょうこうとうがっこう）は、秋田県能代市にかつて存在した公立高等学校。秋田県立能代北高等学校との統合による秋田県立能代松陽高等学校の開校に伴い、閉校した。

## 設置学科
- 全日制課程
  - 国際情報ビジネス科
    - 情報システムコース
    - 情報マネージメントコース
    - ビジネス会計コース
    - 国際コミュニケーションコース
    - 流通エコノミーコース

## 沿革

### 旧能代商業専修学校
- 1906年（明治39年） - 能代青年団夜間学校として開校。
- 1912年（大正11年） - 「能代商業実修学校」に改称。同年を創立年とする。
- 1939年（昭和14年） - 「能代商業専修学校」に改称。
- 1945年（昭和20年） - 第二次世界大戦の非常措置により廃校。

### 旧能代女子実業学校
- 1916年（大正15年） - 能代補習学校として開校。
- 1929年（昭和4年） - 「能代家政女学校」に改称。
- 1945年（昭和20年） - 能代女子実業学校を開校（商業科・農業科併設）。

### 男女統合後、新制高校
- 1947年（昭和22年） - 能代女子実業学校を「能代実業学校」に改称。農業科を分離。
- 1948年（昭和23年） - 「能代市立高等学校」に改称。
- 1952年（昭和27年） - 「能代市立商業高等学校」に改称。
- 1992年（平成4年） - 「能代市立能代商業高等学校」に改称。
- 2013年（平成25年）3月31日 - 新設の秋田県立能代松陽高等学校への統合に伴い、閉校[1]。統合校は、本校側に新築のうえで設置。

## 部活動

### 野球部
- 1985年（第67回全国高等学校野球選手権大会） - 初戦敗退
- 2010年（第92回全国高等学校野球選手権大会） - 2回戦（初戦）敗退
- 2011年（第93回全国高等学校野球選手権大会） - ベスト16進出
- 2011年（山口国体 高等学校野球硬式の部） - 初戦敗退[注 1]

## アクセス
- JR五能線・能代駅から徒歩で15分

## 出身者
- 近藤芳久 - プロ野球選手